# Campeonato da Eslovénia de Ciclismo Contrarrelógio
Os Campeonatos da Eslovénia de Ciclismo Contrarrelógio são organizados anualmente para determinar o campeão ciclista de Eslovénia de cada ano, na modalidade.
O título é outorgado ao vencedor de uma única prova, na modalidade de contrarrelógio individual. O vencedor obtêm o direito de usar a maillot com as cores da bandeira da Eslovénia até ao campeonato do ano seguinte, unicamente quando disputa provas contrarrelógio.

## Palmarés

### Elite masculino

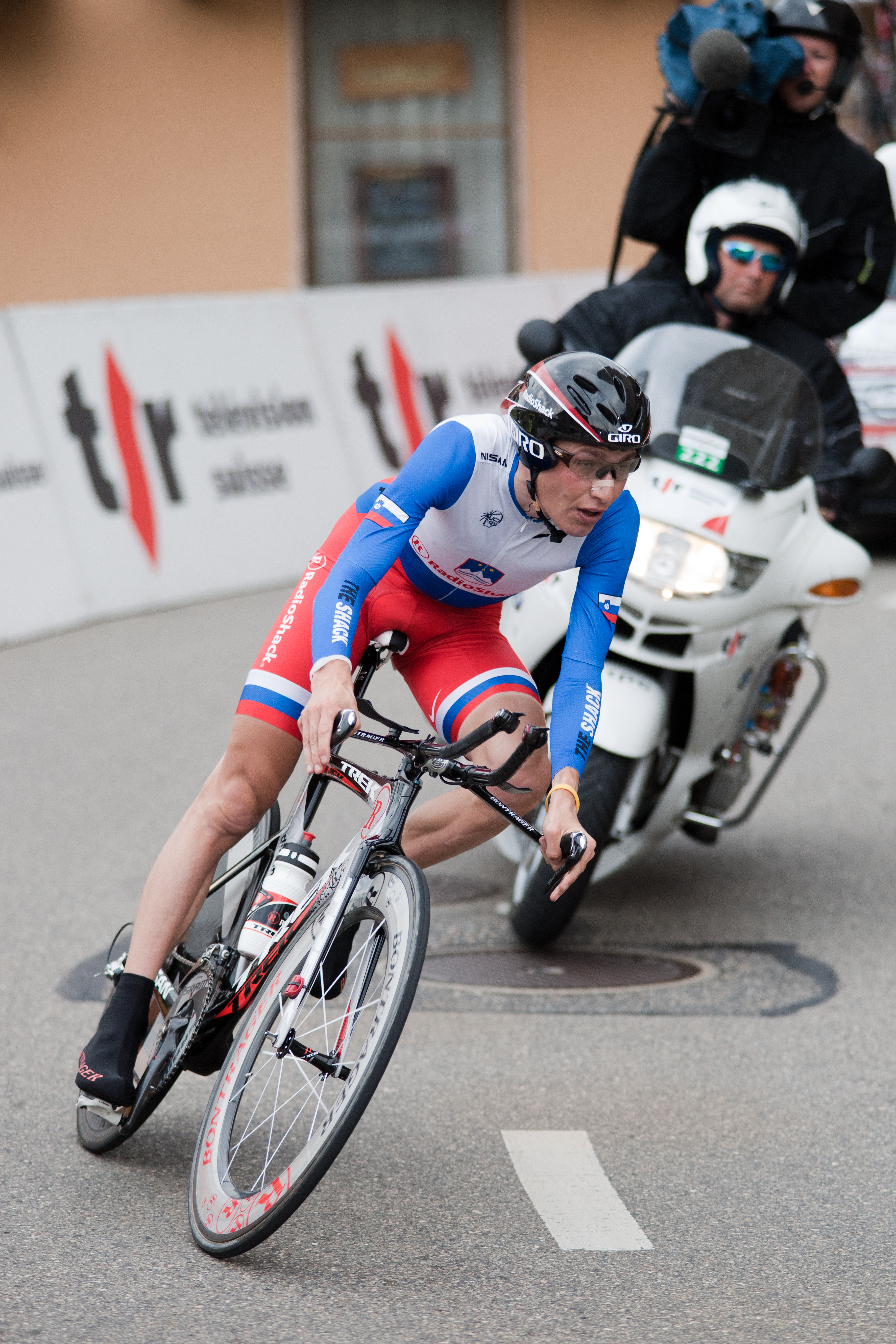
Janez Brajkovic bicampeão de Eslovénia em contrarrelógio em 2009 e 2011.

| Ano  | Vencedor        | Segundo         | Terceiro         |
| 1997 | Sasa Sviben     | Robert Pintaric | Walter Bonca     |
| 1998 |                 |                 |                  |
| 1999 | Branko Filip    | Sasa Sviben     | Kristjan Mugerli |
| 2000 | Walter Bonca    | Mitja Mahoric   | Igor Kranjec     |
| 2001 | Mitja Mahoric   | Sasa Sviben     | Boris Premuzic   |
| 2002 |                 |                 |                  |
| 2003 | Mitja Mahoric   | Walter Bonca    | Dean Podgornik   |
| 2004 | Dean Podgornik  | Gregor Gazvoda  | Boris Premuzič   |
| 2005 | Gregor Gazvoda  | Walter Bonca    | Dean Podgornik   |
| 2006 | Kristjan Fajt   | David Tratnik   | Matej Gnezda     |
| 2007 | Kristjan Koren  | Gregor Gazvoda  | Blaž Jarc        |
| 2008 | Gregor Gazvoda  | Kristjan Koren  | Jure Zrimsek     |
| 2009 | Janez Brajkovič | Gregor Gazvoda  | Kristjan Koren   |
| 2010 | Gregor Gazvoda  | Kristjan Koren  | Borut Božič      |
| 2011 | Janez Brajkovič | Robert Vrecer   | Kristjan Koren   |
| 2012 | Robert Vrecer   | Gregor Gazvoda  | Jan Polanc       |
| 2013 | Klemen Štimulak | Matej Mugerli   | Kristjan Fajt    |
| 2014 | Gregor Gazvoda  | Klemen Štimulak | Blaž Jarc        |
| 2015 | Jan Tratnik     | Klemen Štimulak | Gregor Gazvoda   |
| 2016 | Primož Roglič   | Matej Mohorič   | Rok Korošec      |
| 2017 | Jan Polanc      | Gregor Gazvoda  | Izidor Penko     |
| 2018 | Jan Tratnik     | Tadej Pogačar   | Izidor Penko     |
| 2019 | Tadej Pogačar   | Matej Mohorič   | Jan Tratnik      |
| 2020 | Tadej Pogačar   | Primož Roglič   | Jan Polanc       |
| 2021 | Jan Tratnik     | Jan Polanc      | Tadej Pogačar    |
| 2022 | Jan Tratnik     | Matej Mohorič   | Jan Polanc       |

### Elite feminino

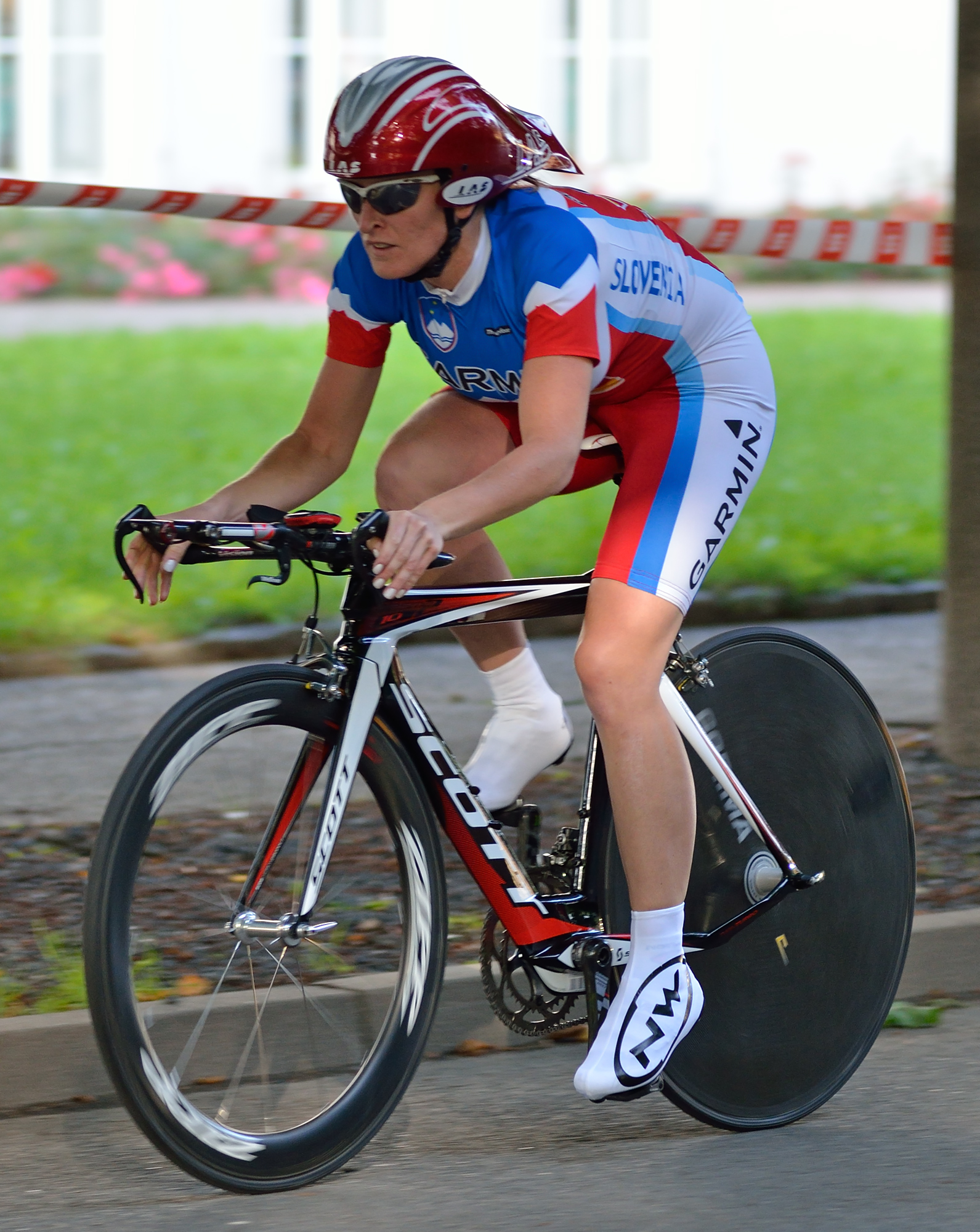
T. Rutar (recorde de 5 títulos)

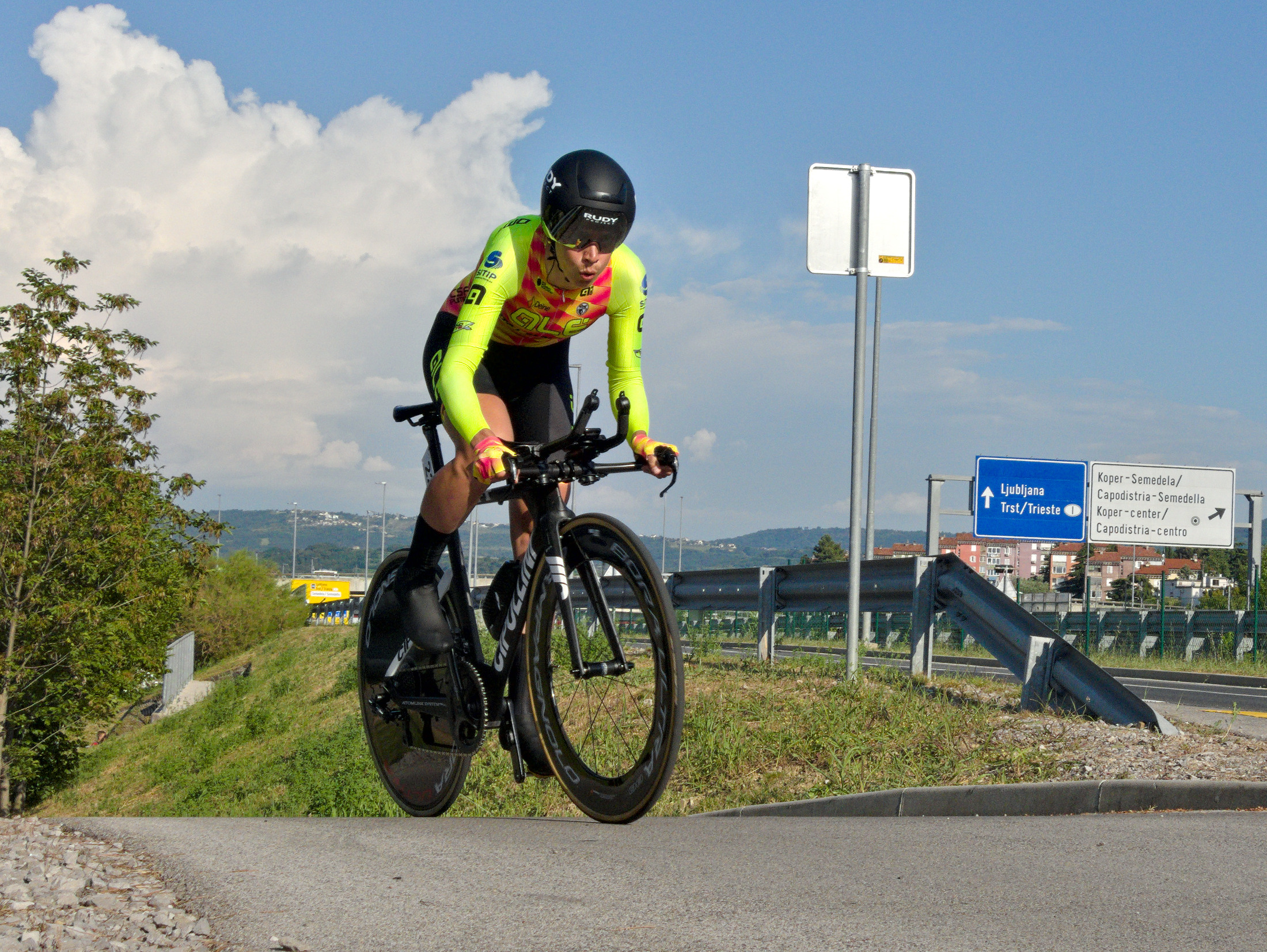
E. Bujak (2018, 2019, 2021)

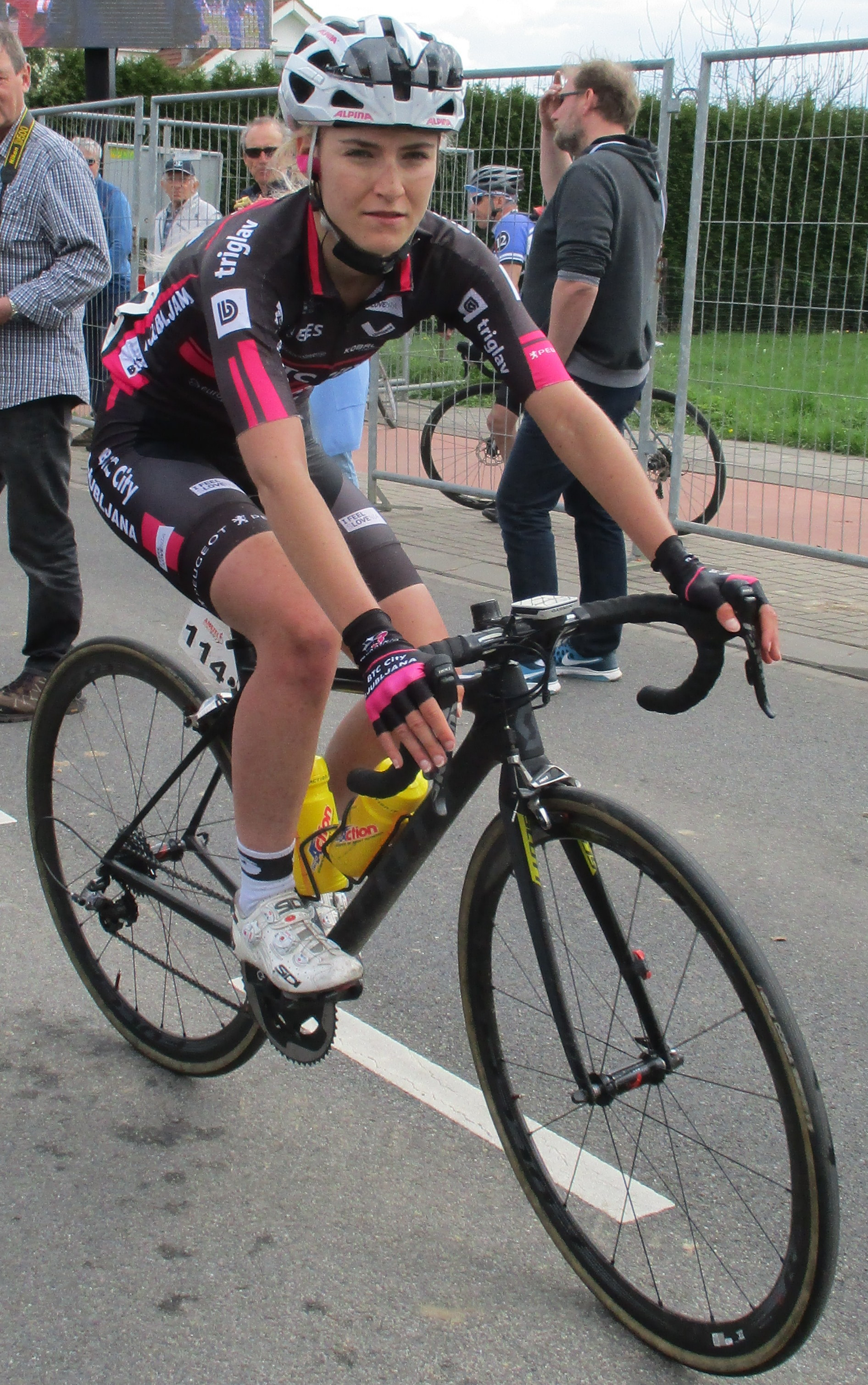
Urška Žigart (2020, 2022)

| Ano  | Vencedor        | Segundo         | Terceiro        |
| ---- | --------------- | --------------- | --------------- |
| 2009 | Tjaša Rutar     | Polona Batagelj | Alenka Novak    |
| 2010 | Tjaša Rutar     | Sigrid Corneo   | Polona Batagelj |
| 2011 | Tjaša Rutar     | Polona Batagelj | Alenka Novak    |
| 2012 | Tjaša Rutar     | Urša Pintar     | Sara Frece      |
| 2013 | Sara Frece      | Polona Batagelj | Alenka Novak    |
| 2014 | Polona Batagelj | Sara Frece      | Tjaša Rutar     |
| 2015 | Polona Batagelj | Alenka Novak    | Urša Pintar     |
| 2016 | Urša Pintar     | Alenka Novak    | Urška Žigart    |
| 2017 | Urša Pintar     | Polona Batagelj | Urška Žigart    |
| 2018 | Eugenia Bujak   | Urša Pintar     | Polona Batagelj |
| 2019 | Eugenia Bujak   | Urša Pintar     | Urška Žigart    |
| 2020 | Urška Žigart    | Blaža Klemenčič | Urška Bravec    |
| 2021 | Eugenia Bujak   | Urša Pintar     | Urška Žigart    |
| 2022 | Urška Žigart    | Eugenia Bujak   | Urša Pintar     |
| 2023 | Urška Žigart    | Urša Pintar     | Nika Bobnar     |
| 2024 | Urška Žigart    | Hana Žumer      | Ema Pirs        |

## Estatísticas

### Mais vitórias
| Homens          | Vitórias | Anos                          |
| --------------- | -------- | ----------------------------- |
| Gregor Gazvoda  | 5        | 2005, 2007, 2008, 2010 e 2014 |
| Jan Tratnik     | 4        | 2015, 2018, 2021 e 2022       |
| Robert Pintarič | 3        | 1994, 1995 e 1996             |
| SaŠou Sviben    | 2        | 1993 e 1997                   |
| Mitja Mahorič   | 2        | 2001 e 2003                   |
| Janez Brajkovič | 2        | 2009 e 2011                   |
| Tadej Pogačar   | 2        | 2019 e 2020                   |

| Mulheres       | Vitórias | Anos                          |
| -------------- | -------- | ----------------------------- |
| Tjaša Rutar    | 5        | 2008, 2009, 2010, 2011 e 2012 |
| Eugenia Bujak  | 3        | 2018, 2019 e 2021             |
| Minka Logonder | 2        | 1995 e 1996                   |
| Urša Pintar    | 2        | 2016 e 2017                   |
| Urška Žigart   | 3        | 2020 e 2022                   |